# Helmut Oberlander
Helmut Oberlander (Kolonie Molotsjna (Oekraïense SSR), 15 februari 1924 – Montreal (Canada), 20 september 2021) was een Duits nazi, geboren in Oekraïne, later genaturaliseerd tot Canadees staatsburger; hij werd door het Simon Wiesenthal Center beschouwd als een van de laatste voortvluchtigen uit het Derde Rijk.
Oberlander werd in 1924 geboren in Halbstadt, in de Mennonietische kolonie Molotsjna in Oekraïne. Hij was een zogenaamde Sovjet-Duitser. Toen het Duitse leger in 1941 Oekraïne binnentrok meldde hij zich op 17-jarige leeftijd aan als tolk bij de Sicherheitsdienst. Hij diende van 1941 tot 1943 bij Einsatzkommando 10a (Ek 10a), onderdeel van Einsatzgruppe D. De Einsatzgruppen waren verantwoordelijk voor het opsporen en vermoorden van Joden, Sinti en Roma. Hierna was hij tot 1944 infanterist in het Duitse leger.
Hij emigreerde in 1954 met zijn vrouw Margaret naar Canada, waar hij in de bouw werkte en woonde in Kitchener-Waterloo in Ontario. In 1960 werd hij genaturaliseerd. De RCMP Security Service opende in 1963 een dossier over Oberlander. In 1970 loog hij tegen West-Duitse onderzoekers van oorlogsmisdaden en beweerde hij nooit te hebben gehoord van Einsatzkommando 10a en dat hij niet op de hoogte was van executies van Joden door zijn eenheid. Hij beweerde dat zijn taken beperkt waren tot het luisteren naar en vertalen van Russische radio-uitzendingen, het optreden als tolk tijdens interacties tussen het leger en de lokale bevolking, en het bewaken van militaire voorraden, hoewel de getuigenis van andere Ek 10a-leden deze bewering tegenspraken.
De Canadese regering heeft vier keer geprobeerd het staatsburgerschap van Oberlander, dat hij had verkregen terwijl hij zijn rol als oorlogsmisdadiger in de Sovjet-Unie verzweeg, in te trekken. Intrekking zou leiden tot uitzetting uit Canada. Canadese rechtbanken hebben het verweer van Oberlander en zijn sympathisanten drie keer gegrond verklaard. In september 2018 echter viel een vierde beslissing van de rechtbank in het voordeel van de staat, omdat Oberlander tijdens naturalisatie zijn lidmaatschap van het doodseskader "Einsatzkommando 10a" in Einsatzgruppe D had verzwegen. Op 25 april 2019 verwierp het Federale Hof van Beroep (FCA) het bezwaar van Oberlander, die de zaak weer wilde openen om verder te kunnen procederen, definitief en unaniem.
In februari 2020 was Oberlander echter nog in Canada. Hij had een nieuw beroep aangetekend tegen zijn geplande uitzetting. In oktober 2020 verloor hij zijn beroep bij de Immigration and Refugee Board of Canada (Dienst Vreemdelingenzaken en Vluchtelingen). In april 2021 verwierp het Federal Court of Canada een poging van Oberlanders advocaten om de uitzettingsprocedure stop te zetten. Tot een daadwerkelijke uitzetting kwam het nooit. Oberlander overleed in september 2021 op 97-jarige leeftijd.